# Vicariato apostolico di Pucallpa
Il vicariato apostolico di Pucallpa (in latino: Vicariatus Apostolicus Pucallpaënsis) è una sede della Chiesa cattolica in Perù immediatamente soggetta alla Santa Sede. Nel 2022 contava 462.000 battezzati su 660.000 abitanti. È retto dal vescovo Augusto Martín Quijano Rodríguez, S.D.B.

## Territorio
Il vicariato apostolico comprende le province di Coronel Portillo e Padre Abad e parte della provincia di Atalaya nella regione peruviana di Ucayali e la parte orientale della provincia di Puerto Inca nella regione di Huánuco.
Sede del vicariato è la città di Pucallpa, dove si trova la cattedrale dell'Immacolata Concezione.
Il territorio è suddiviso in 32 parrocchie.

## Storia
Il vicariato apostolico di Pucallpa è stato eretto il 2 marzo 1956 con la bolla Cum petierit di papa Pio XII, in seguito alla divisione del vicariato apostolico di Ucayali.

## Cronotassi dei vescovi
Si omettono i periodi di sede vacante non superiori ai 2 anni o non storicamente accertati.
- Joseph Gustave Roland Prévost Godard, P.M.E. † (11 novembre 1956 - 23 ottobre 1989 ritirato)
- Juan Luis Martin Buisson, P.M.E. (23 ottobre 1989 succeduto - 8 settembre 2008 ritirato)
- Gaetano Galbusera Fumagalli, S.D.B. (8 settembre 2008 succeduto - 31 luglio 2019 ritirato)
- Augusto Martín Quijano Rodríguez, S.D.B., dal 31 luglio 2019

## Statistiche
Il vicariato apostolico nel 2022 su una popolazione di 660.000 persone contava 462.000 battezzati, corrispondenti al 70,0% del totale.
| anno | popolazione | popolazione | popolazione | presbiteri | presbiteri | presbiteri | presbiteri                | diaconi | religiosi | religiosi | parrocchie |
| anno | battezzati  | totale      | %           | numero     | secolari   | regolari   | battezzati per presbitero | diaconi | uomini    | donne     | parrocchie |
| ---- | ----------- | ----------- | ----------- | ---------- | ---------- | ---------- | ------------------------- | ------- | --------- | --------- | ---------- |
| 1966 | 62.000      | 70.000      | 88,6        | 22         |            | 22         | 2.818                     |         |           | 51        | 7          |
| 1970 | 90.000      | 100.000     | 90,0        | 18         |            | 18         | 5.000                     |         | 18        | 50        |            |
| 1976 | 101.600     | 130.000     | 78,2        | 18         | 1          | 17         | 5.644                     |         | 22        | 43        | 2          |
| 1980 | 130.000     | 200.000     | 65,0        | 15         | 1          | 14         | 8.666                     |         | 19        | 48        |            |
| 1990 | 210.000     | 260.000     | 80,8        | 17         |            | 17         | 12.352                    |         | 19        | 33        | 15         |
| 1999 | 323.400     | 420.000     | 77,0        | 19         | 3          | 16         | 17.021                    |         | 32        | 33        | 18         |
| 2000 | 336.490     | 437.000     | 77,0        | 19         | 3          | 16         | 17.710                    |         | 32        | 34        | 18         |
| 2001 | 345.000     | 447.000     | 77,2        | 20         | 4          | 16         | 17.250                    |         | 32        | 34        | 18         |
| 2002 | 355.740     | 462.500     | 76,9        | 21         | 5          | 16         | 16.940                    |         | 32        | 34        | 19         |
| 2003 | 366.905     | 476.500     | 77,0        | 19         | 4          | 15         | 19.310                    |         | 30        | 32        | 19         |
| 2004 | 377.912     | 490.795     | 77,0        | 20         | 4          | 16         | 18.895                    |         | 31        | 32        | 19         |
| 2010 | 408.000     | 531.000     | 76,8        | 33         | 15         | 18         | 12.363                    |         | 31        | 25        | 22         |
| 2014 | 419.693     | 601.363     | 69,8        | 31         | 17         | 14         | 13.538                    |         | 14        | 40        | 27         |
| 2017 | 434.600     | 621.580     | 69,9        | 27         | 19         | 8          | 16.096                    |         | 8         | 34        | 26         |
| 2020 | 450.740     | 644.575     | 69,9        | 23         | 15         | 8          | 19.597                    | 6       | 16        | 40        | 38         |
| 2022 | 462.000     | 660.000     | 70,0        | 23         | 18         | 5          | 20.086                    | 5       | 6         | 35        | 32         |